# Пригоди китайця в Китаї
«Пригоди китайця в Китаї» (фр. Les Tribulations d'un chinois en Chine) — фільм французького кінорежисера Філіппа де Брока, з Жаном-Полем Бельмондо у головній ролі. Прем'єра фільму відбулася 5 листопада 1965 року.

## Сюжет
Молодий нудьгуючий багатий Артур одержав від життя все, що міг, і втратив до нього інтерес. Тому він сміливо грає зі смертю, провокуючи небезпечні для життя ситуації, але всі його спроби покінчити з життям виявляються марними. Все це змушені спостерігати його наречена Сюзі Поншабер, її мати Аліс і друг Артура, містер Го. Нарешті, містер Го пропонує своєму другу операцію: Артур повинен застрахувати своє життя на строк в один місяць, на два мільйони, які у випадку його смерті розділять між Сюзі та містер Го, а останній за це допоможе йому піти з життя, найнявши кілерів. Артур погоджується, але раптово отримує повідомлення про те, що він розорений. Це повертає йому смак до життя, але справа вже зайшло надто далеко — кілери отримали замовлення, так і мадам Поншабер тепер більше зацікавлена в його смерті, адже це вигідніше для її дочки, ніж шлюб з розореним Артуром. Артур ж випадково знайомиться з танцівницею Александрін і вперше закохується по-справжньому і будує плани на майбутнє. Відтепер його головна мета — боротьба за життя. Йому потрібно протриматися лише один місяць, поки не закінчиться термін страховки…

## У ролях
- Жан-Поль Бельмондо — Артур Лемпереур
- Урсула Андресс — Александрін Пінардель
- Марія Паком — Сюзі Поншабер
- Валері Лагранж — Аліс Поншабер
- Валерій Інкіжинов — містер Го
- Джо Саід — Чарлі Фаллінстер
- Маріо Давід — Рокантен
- Поль Пребуа — Карнак
- Джесс Хан — Корнеліус
- Жан Рошфор — Леон
- Даррі Каул — Біскатон
- Борис Леніссевич — російський професор

## Знімальна група
- Режисер — Філіпп де Брока
- Сценарист — Данієль Буланже, Жуль Верн
- Оператор — Едмон Сешан
- Композитор — Жорж Дельрю
- Художник — Франсуа де Ламот
- Продюсери — Жорж Дансіжер, Олександр Мнушкін